# Galliano Juso
Galliano Juso (Alberona, 18 aprile 1937 – Roma, 10 novembre 2024) è stato un produttore cinematografico e sceneggiatore italiano.

## Biografia
Nato ad Alberona, in provincia di Foggia, fu attivo nella produzione cinematografica dagli anni settanta, dapprima per la Cinemaster, e dal 1985 per la Metro Film. Divenne noto soprattutto per essere stato il produttore di film poliziotteschi e di trash, e dei primi sei film con protagonista Tomas Milian nei panni del maresciallo Nico Giraldi, girati tra il 1976 e il 1979.
Nella sua lunga e prolifica attività fu anche produttore di film comici, di cui si ricorda soprattutto I carabbinieri di Francesco Massaro (1981), e pellicole a sfondo erotico, quali W la foca di Nando Cicero (1982) e Profumo di Giuliana Gamba (1987).
Le sue ultime produzioni furono Maria per Roma (2016), diretto e interpretato da Karen Di Porto, e Nel bagno delle donne (2020), diretto da Marco Castaldi. 
Fu inoltre soggettista dei film La città sconvolta: caccia spietata ai rapitori di Fernando Di Leo (1975), La via della droga di Enzo G. Castellari (1977), La signora della notte di Piero Schivazappa (1986), dove collaborò anche alla sceneggiatura, insieme al regista Schivazappa, Chicken Park di Jerry Calà (1994), Workers - Pronti a tutto di Lorenzo Vignolo (2012). 
Morì a Roma, all'età di 87 anni, il 10 novembre 2024.

## Filmografia

### Produttore
- Il poliziotto è marcio, regia di Fernando Di Leo (1974)
- Il trafficone, regia di Bruno Corbucci (1974)
- Piedino il questurino, regia di Franco Lo Cascio (1974)
- La città sconvolta: caccia spietata ai rapitori, regia di Fernando Di Leo (1975)
- Squadra antiscippo, regia di Bruno Corbucci (1976)
- Il grande racket, regia di Enzo G. Castellari (1976)
- L'affittacamere, regia di Mariano Laurenti (1976)
- Squadra antifurto, regia di Bruno Corbucci (1976)
- La via della droga, regia di Enzo G. Castellari (1977)
- Squadra antitruffa, regia di Bruno Corbucci (1977)
- Il figlio dello sceicco, regia di Bruno Corbucci (1978)
- Squadra antimafia, regia di Bruno Corbucci (1978)
- Rock 'n Roll, regia di Vittorio De Sisti (1978)
- Squadra antigangsters, regia di Bruno Corbucci (1979)
- Assassinio sul Tevere, regia di Bruno Corbucci (1979)
- Maschio, femmina, fiore, frutto, regia di Ruggero Miti (1979)
- Agenzia Riccardo Finzi... praticamente detective, regia di Bruno Corbucci (1979)
- I carabbinieri, regia di Francesco Massaro (1981)
- Miracoloni, regia di Francesco Massaro (1981)
- W la foca, regia di Nando Cicero (1982)
- Prima che sia troppo presto, regia di Enzo De Caro (1982)
- Vai avanti tu che mi vien da ridere, regia di Giorgio Capitani (1982)
- Il diavolo e l'acquasanta, regia di Bruno Corbucci (1983)
- Dance Music, regia di Vittorio De Sisti (1984)
- Colpi di luce, regia di Enzo G. Castellari (1985)
- La signora della notte, regia di Piero Schivazappa (1986)
- Profumo, regia di Giuliana Gamba (1987)
- Snack Bar Budapest, regia di Tinto Brass (1988)
- Minaccia d'amore, regia di Ruggero Deodato (1988)
- La cintura, regia di Giuliana Gamba (1989)
- Lambada, regia di Giandomenico Curi (1990)
- La villa del venerdì, regia di Mauro Bolognini (1991)
- Amami, regia di Bruno Colella (1993)
- Spara che ti passa (¡Dispara!), regia di Carlos Saura (1993)
- Chicken Park, regia di Jerry Calà (1994)
- Lo zio di Brooklyn, regia di Daniele Ciprì e Franco Maresco (1995)
- Escoriandoli, regia di Flavia Mastrella e Antonio Rezza (1996)
- Cinque giorni di tempesta, regia di Francesco Calogero (1997)
- Metronotte, regia di Francesco Calogero (2000)
- Benzina, regia di Monica Stambrini (2001)
- Amorestremo, regia di Maria Martinelli (2001)
- Gli indesiderabili, regia di Pasquale Scimeca (2003)
- Tutti all'attacco, regia di Lorenzo Vignolo (2005)
- Taglionetto, regia di Federico Rizzo (2011)
- Tatanka, regia di Giuseppe Gagliardi (2011)
- Workers - Pronti a tutto, regia di Lorenzo Vignolo (2012)
- Milionari, regia di Alessandro Piva (2014)
- Maria per Roma, regia di Karen Di Porto (2016)
- Nel bagno delle donne, regia di Marco Castaldi (2020)
- Mangia!, regia di Anna Piscopo (2025)

### Sceneggiatore
- La città sconvolta: caccia spietata ai rapitori, regia di Fernando Di Leo (1975)
- La via della droga, regia di Enzo G. Castellari (1977)
- La signora della notte, regia di Piero Schivazappa (1986)
- Chicken Park, regia di Jerry Calà (1994)
- Workers - Pronti a tutto, regia di Lorenzo Vignolo (2012)
- Mangia!, regia di Anna Piscopo (2025)